# Себастія (фема)
Фема Себастія (Себастеа) (грец. θέμα Σεβαστείας) — військово-адміністративна одиниця Візантійської імперії (фема), яка розташовувалась у східній частині Малої Азії (сучасна Туреччина). Назва походить від міста Себастія. Утворено 911 року. Припинила існування 1074 року внаслідок захоплення сельджуками.

## Історія
З середини VII ст. Себастія перебувала у складі феми Арменіакон на правах турми. Після остаточного придушення павлікіанства на сході імперії (саме біля Себастії 872 року було завдано рішучої поразки цим єретикам), у 906 році отримала статус клейсури (на кшталт західноєвропейської марки) із завданням — захищати північні області Малої Азії від нападів мусульманських держав. Успішні дії візантійців сприяли розширенню території клейсури. 911 року вона отримала статус феми.
Наприкінці IX ст. територія феми була зменшена за рахунок утворення фем Тефріка і Самосата, в подальшому вони увійшли до феми Мелітена. З початку XI ст. Себастія перетворилася на внутрішню провінцію імперії. Це істотно пожвавило економічний розвиток феми, особливо її міст. У 1021 році значна частина феми опинилася у власності Сенекеріма, колишнього царя Васпураканну.
З початку 1050-х років стала зазнавати нападів сельджуків. У 1060-х роках фема стала місцем візантійсько-сельджуцького протистояння. У 1070 році біля Себастії візантійці на чолі із Мануїлом Комніном зазнали важкої поразки, але вправна дипломатія Комніна дала змогу повернути владу імперії над Себастією. 
У 1071 році після поразки імператорських військ у битві біля Манцикерту сельджуки зайняли східні турми феми, але владу над фемою встановив Філарет Варажнуні, що створив самостійну державу. Подальша боротьба за владу в імперії розвалила оборону. Водночас сам Варажнуні не мав змоги протидіяти сельджукам, оскільки вступив у конфлікт зі впливовими вірменськими родами, що намагалися зберегти свої князівства. В результаті цього ворог у 1074 році повністю захопив фему Себастія, яка згодом стала частиною держави Данішмендидів.

## Адміністрація
Територія охоплювала північно-східну Каппадокію та частину Малої Вірменії (колишні римські провінції Вірменія I, частина Вірмені II і Сирії Євфратської). Адміністративним центром було місто-фортеця Себастія. На чолі стояв стратег.

## Відомі стратеги
- Лев Аргир (911—919)
- Сенекерім (1021—1026/1027)